# Diskografie Duy Lipy
Toto je seznam doposud vydané diskografie anglické zpěvačky Duy Lipy.

## Alba

### Studiová alba
| Název            | Detaily o albu                                    | Umístění v hitparádách | Umístění v hitparádách | Umístění v hitparádách | Umístění v hitparádách | Umístění v hitparádách | Umístění v hitparádách | Umístění v hitparádách | Umístění v hitparádách | Umístění v hitparádách | Umístění v hitparádách | Prodeje         | Certifikace |
| Název            | Detaily o albu                                    | UK                     | AUS                    | BEL (FL)               | CAN                    | GER                    | IRL                    | NLD                    | NZ                     | SWE                    | US                     | Prodeje         | Certifikace |
| ---------------- | ------------------------------------------------- | ---------------------- | ---------------------- | ---------------------- | ---------------------- | ---------------------- | ---------------------- | ---------------------- | ---------------------- | ---------------------- | ---------------------- | --------------- | --- |
| Dua Lipa         | - Vydáno: 2. června 2017 - Vydavatelství: Warner  | 3                      | 8                      | 6                      | 14                     | 22                     | 3                      | 6                      | 7                      | 8                      | 27                     | - UK: 1,055,633 | - BPI: 3× Platinum - ARIA: Gold - BEA: Platinum - BVMI: Gold - GLF: Gold - MC: 5× Platinum - NVPI: Platinum - RIAA: Platinum - RMNZ: 2× Platinum |
| Future Nostalgia | - Vydáno: 27. března 2020 - Vydavatelství: Warner | 1                      | 1                      | 2                      | 2                      | 4                      | 1                      | 1                      | 1                      | 4                      | 3                      | - UK: 759,199   | - BPI: 2× Platinum - ARIA: Gold - BEA: Platinum - BVMI: Gold - MC: 6× Platinum - NVPI: 2× Platinum - RIAA: Platinum - RMNZ: Platinum             |
| Radical Optimism | - Vydáno: 3. května 2024 - Vydavatelství: Warner  | 1                      | 2                      | 2                      | 3                      | 3                      | 2                      | 1                      | 2                      | 4                      | 2                      |                 | - BPI: Gold - MC: Gold |

### Znovu vydaná alba
| Název                                   | Detaily o albu                                   | Umístění v hitparádách | Umístění v hitparádách | Umístění v hitparádách | Umístění v hitparádách | Umístění v hitparádách | Umístění v hitparádách | Umístění v hitparádách | Umístění v hitparádách | Umístění v hitparádách | Umístění v hitparádách | Certifikace         |
| Název                                   | Detaily o albu                                   | UK                     | AUS                    | BEL (FL)               | CAN                    | GER                    | IRL                    | NLD                    | NZ                     | SWE                    | US                     | Certifikace         |
| --------------------------------------- | ------------------------------------------------ | ---------------------- | ---------------------- | ---------------------- | ---------------------- | ---------------------- | ---------------------- | ---------------------- | ---------------------- | ---------------------- | ---------------------- | ------------------- |
| Dua Lipa: Complete Edition              | - Vydáno: 19. října 2018 - Vydavatelství: Warner | 9                      | 13                     | 12                     | 28                     | 84                     | 3                      | 16                     | 20                     | 47                     | 42                     |                     |
| Future Nostalgia: The Moonlight Edition | - Vydáno: 11. února 2021 - Vydavatelství: Warner | 2                      | 1                      | 3                      | 3                      | 17                     | 2                      | 1                      | 3                      | 8                      | 3                      | - RMNZ: 5× Platinum |

### Remixová alba
| Název                                         | Detaily o albu                                   | Umístění v hitparádách | Umístění v hitparádách | Umístění v hitparádách |
| Název                                         | Detaily o albu                                   | CAN                    | US                     | US Dance               |
| --------------------------------------------- | ------------------------------------------------ | ---------------------- | ---------------------- | ---------------------- |
| Club Future Nostalgia (s the Blessed Madonna) | - Vydáno: 28. srpna 2020 - Vydavatelství: Warner | 13                     | 28                     | 1                      |

## Extended play
| Název                                                                                   | Detaily o EP                                                                       | Umístění v hitparádách |
| Název                                                                                   | Detaily o EP                                                                       | US Vinyl               |
| --------------------------------------------------------------------------------------- | ---------------------------------------------------------------------------------- | ---------------------- |
| Spotify Sessions                                                                        | - Vydáno: 8. července 2016 - Vydavatelství: Dua Lipa Limited, Universal Music GmbH | —                      |
| Be the One                                                                              | - Vydáno: 7. srpna 2016 - Vydavatelství: Dua Lipa Limited, Universal Music GmbH    | —                      |
| The Only                                                                                | - Vydavatelství: 2. dubna 2017 - Vydavatelství: Warner                             | 21                     |
| Live Acoustic                                                                           | - Vydavatelství: 8. prosince 2017 - Vydavatelství: Warner                          | —                      |
| Deezer Sessions                                                                         | - Vydavatelství: 11. dubna 2019 - Vydavatelství: Warner                            | —                      |
| "—" značí, že se nahrávka neumístila v hitparádách nebo v tomto území ani nebyla vydána |                                                                                    |                        |

## Singly

### Jako hlavní umělkyně
| Název                                                                                   | Rok  | Umístění v hitparádách | Umístění v hitparádách | Umístění v hitparádách | Umístění v hitparádách | Umístění v hitparádách | Umístění v hitparádách | Umístění v hitparádách | Umístění v hitparádách | Umístění v hitparádách | Umístění v hitparádách | Certifikace | Album                                    |
| Název                                                                                   | Rok  | UK                     | AUS                    | BEL (FL)               | CAN                    | GER                    | IRL                    | NLD                    | NZ                     | SWE                    | US                     | Certifikace | Album                                    |
| --------------------------------------------------------------------------------------- | ---- | ---------------------- | ---------------------- | ---------------------- | ---------------------- | ---------------------- | ---------------------- | ---------------------- | ---------------------- | ---------------------- | ---------------------- | --- | ---------------------------------------- |
| "New Love"                                                                              | 2015 | —                      | —                      | —                      | —                      | —                      | —                      | —                      | —                      | —                      | —                      | | Dua Lipa                                 |
| "Be the One"                                                                            | 2015 | 9                      | 6                      | 1                      | —                      | 11                     | 25                     | 11                     | 20                     | 100                    | —                      | - BPI: 2× Platinum - ARIA: 2× Platinum - BEA: Platinum - BVMI: Platinum - GLF: Gold - MC: Gold - NVPI: 2× Platinum - RIAA: Gold - RMNZ: Gold                         | Dua Lipa                                 |
| "Last Dance"                                                                            | 2016 | —                      | —                      | —                      | —                      | —                      | —                      | —                      | —                      | —                      | —                      | | Dua Lipa                                 |
| "Hotter than Hell"                                                                      | 2016 | 15                     | 17                     | 20                     | —                      | 71                     | 24                     | 32                     | —                      | 44                     | —                      | - BPI: Platinum - ARIA: Gold - BVMI: Gold - GLF: Platinum - MC: Platinum - NVPI: Platinum                                                                            | Dua Lipa                                 |
| "Blow Your Mind (Mwah)"                                                                 | 2016 | 30                     | 59                     | 44                     | —                      | —                      | 40                     | —                      | —                      | —                      | 72                     | - BPI: Platinum - MC: 2× Platinum - RIAA: Gold | Dua Lipa                                 |
| "Scared to Be Lonely" (s Martin Garrix)                                                 | 2017 | 14                     | 14                     | 10                     | 32                     | 9                      | 12                     | 3                      | 8                      | 3                      | 76                     | - BPI: 2× Platinum - ARIA: 3× Platinum - BEA: Platinum - BVMI: 3× Gold - GLF: 4× Platinum - MC: 2× Platinum - NVPI: 3× Platinum - RIAA: 2× Platinum - RMNZ: Platinum | Dua Lipa: Complete Edition               |
| "Lost in Your Light" (feat. Miguel)                                                     | 2017 | 86                     | —                      | —                      | —                      | —                      | 97                     | —                      | —                      | —                      | —                      | - BPI: Silver - MC: Gold | Dua Lipa                                 |
| "New Rules"                                                                             | 2017 | 1                      | 2                      | 1                      | 7                      | 9                      | 1                      | 1                      | 3                      | 7                      | 6                      | - BPI: 5× Platinum - ARIA: 7× Platinum - BEA: 2× Platinum - BVMI: 2× Platinum - GLF: 4× Platinum - MC: Diamond - RIAA: 5× Platinum - RMNZ: 2× Platinum               | Dua Lipa                                 |
| "IDGAF"                                                                                 | 2018 | 3                      | 3                      | 4                      | 29                     | 12                     | 1                      | 8                      | 5                      | 15                     | 49                     | - BPI: 3× Platinum - ARIA: 4× Platinum - BEA: Gold - BVMI: Gold - GLF: Platinum - MC: 7× Platinum - RIAA: 2× Platinum - RMNZ: Platinum                               | Dua Lipa                                 |
| "One Kiss" (s Calvin Harris)                                                            | 2018 | 1                      | 3                      | 1                      | 6                      | 1                      | 1                      | 1                      | 6                      | 4                      | 26                     | - BPI: 5× Platinum - ARIA: 9× Platinum - BEA: 2× Platinum - BVMI: 2× Platinum - MC: 3× Platinum - RIAA: 4× Platinum - RMNZ: Platinum                                 | 96 Months a Dua Lipa: Complete Edition   |
| "Electricity" (se Silk City feat. Diplo a Mark Ronson)                                  | 2018 | 4                      | 22                     | 6                      | 61                     | 64                     | 6                      | 13                     | 25                     | 51                     | 62                     | - BPI: Platinum - ARIA: Platinum - BEA: Gold - MC: Gold - RIAA: Platinum                                                                                             | Electricity a Dua Lipa: Complete Edition |
| "Swan Song"                                                                             | 2019 | 24                     | 68                     | 50                     | 99                     | 99                     | 24                     | —                      | —                      | 67                     | —                      | - BPI: Silver - MC: Gold | Alita: Battle Angel                      |
| "Don't Start Now"                                                                       | 2019 | 2                      | 2                      | 2                      | 3                      | 10                     | 1                      | 5                      | 3                      | 12                     | 2                      | - BPI: 4× Platinum - ARIA: 8× Platinum - BEA: 2× Platinum - BVMI: 3× Gold - MC: Diamond - RIAA: 4× Platinum - RMNZ: 4× Platinum                                      | Future Nostalgia                         |
| "Physical"                                                                              | 2020 | 3                      | 9                      | 3                      | 54                     | 14                     | 2                      | 15                     | 16                     | 42                     | 60                     | - BPI: 2× Platinum - ARIA: 2× Platinum - BEA: 2× Platinum - BVMI: Platinum - MC: 3× Platinum - RIAA: Platinum - RMNZ: Platinum                                       | Future Nostalgia                         |
| "Break My Heart"                                                                        | 2020 | 6                      | 7                      | 14                     | 13                     | 26                     | 3                      | 12                     | 12                     | 21                     | 13                     | - BPI: Platinum - ARIA: 2× Platinum - BEA: Platinum - BVMI: Gold - MC: 5× Platinum - RIAA: Platinum - RMNZ: Platinum                                                 | Future Nostalgia                         |
| "Hallucinate"                                                                           | 2020 | 31                     | —                      | —                      | —                      | —                      | 40                     | 55                     | —                      | —                      | —                      | - BPI: Gold - MC: Platinum - RMNZ: Gold | Future Nostalgia                         |
| "Un Día (One Day)" (s J Balvin, Bad Bunny a Tainy)                                      | 2020 | 72                     | —                      | —                      | 70                     | 94                     | 55                     | 24                     | —                      | —                      | 63                     | - ARIA: Gold - MC: Platinum - RIAA: 15× Platinum (Latin) | Future Nostalgia: The Moonlight Edition  |
| "Levitating (The Blessed Madonna Remix)" (feat. Madonna a Missy Elliott)                | 2020 | 39                     | 35                     | —                      | —                      | —                      | 41                     | —                      | —                      | —                      | —                      | | Club Future Nostalgia                    |
| "Levitating" (sólo nebo feat. DaBaby)                                                   | 2020 | 5                      | 4                      | 32                     | 1                      | 16                     | 4                      | 23                     | 5                      | 20                     | 2                      | - BPI: 4× Platinum - ARIA: 8× Platinum - BEA: Gold - BVMI: Platinum - MC: Diamond - RIAA: Diamond - RMNZ: 7× Platinum                                                | Future Nostalgia                         |
| "Fever" (s Angèle)                                                                      | 2020 | 79                     | —                      | 1                      | 79                     | 85                     | 36                     | —                      | —                      | —                      | —                      | - BEA: 3× Platinum - MC: Platinum | Future Nostalgia (French edition)        |
| "Real Groove (Studio 2054 Remix)" (s Kylie Minogue)                                     | 2020 | 95                     | —                      | —                      | —                      | —                      | —                      | —                      | —                      | —                      | —                      | | Disco: Guest List Edition                |
| "We're Good"                                                                            | 2021 | 25                     | 24                     | 32                     | 21                     | 52                     | 17                     | 25                     | 24                     | 31                     | 31                     | - BPI: Gold - ARIA: Gold - BEA: Gold - MC: 2× Platinum - RIAA: Gold - RMNZ: Gold                                                                                     | Future Nostalgia: The Moonlight Edition  |
| "Love Again"                                                                            | 2021 | 51                     | 60                     | 5                      | 11                     | 44                     | 36                     | 21                     | —                      | —                      | 41                     | - BPI: Gold - BVMI: Gold - MC: 3× Platinum | Future Nostalgia                         |
| "Cold Heart (Pnau Remix)" (s Elton John)                                                | 2021 | 1                      | 1                      | 2                      | 1                      | 3                      | 2                      | 8                      | 1                      | 5                      | 7                      | - BPI: 3× Platinum - ARIA: 12× Platinum - BVMI: 3× Gold - GLF: 3× Platinum - MC: 7× Platinum - RIAA: 2× Platinum - RMNZ: 7× Platinum                                 | The Lockdown Sessions                    |
| "Sweetest Pie" (s Megan Thee Stallion)                                                  | 2022 | 31                     | 24                     | —                      | 19                     | 76                     | 14                     | —                      | 33                     | 59                     | 15                     | - BPI: Silver - MC: Platinum - RIAA: Platinum | Traumazine                               |
| "Potion" (s Calvin Harris a Young Thug)                                                 | 2022 | 16                     | 32                     | —                      | 31                     | 85                     | 9                      | 45                     | 35                     | 40                     | 71                     | - BPI: Silver - ARIA: Gold - MC: Gold - RIAA: Gold | Funk Wav Bounces Vol. 2                  |
| "Dance the Night"                                                                       | 2023 | 1                      | 3                      | 1                      | 4                      | 7                      | 1                      | 4                      | 5                      | 25                     | 6                      | - BPI: Platinum - ARIA: 4× Platinum - BEA: Platinum - MC: 3× Platinum - RMNZ: Platinum                                                                               | Barbie the Album                         |
| "Houdini"                                                                               | 2023 | 2                      | 7                      | 1                      | 5                      | 9                      | 6                      | 8                      | 13                     | 13                     | 11                     | - BPI: Platinum - ARIA: 2× Platinum - BEA: Gold - MC: 2× Platinum - RMNZ: Gold                                                                                       | Radical Optimism                         |
| "Training Season"                                                                       | 2024 | 4                      | 12                     | 7                      | 11                     | 25                     | 6                      | 20                     | 10                     | 15                     | 27                     | - BPI: Gold - ARIA: Platinum - MC: Platinum | Radical Optimism                         |
| "Illusion"                                                                              | 2024 | 9                      | 21                     | 13                     | 28                     | 76                     | 14                     | 38                     | 32                     | 24                     | 43                     | - BPI: Silver - ARIA: Gold - MC: Gold | Radical Optimism                         |
| "These Walls" (sólo nebo feat. Pierre de Maere)                                         | 2024 | 40                     | —                      | —                      | 65                     | —                      | 44                     | —                      | —                      | 54                     | —                      | | Radical Optimism                         |
| "—" značí, že se nahrávka neumístila v hitparádách nebo v tomto území ani nebyla vydána |      |                        |                        |                        |                        |                        |                        |                        |                        |                        |                        | |                                          |

### Jako vedlejší umělkyně
| Název                                                                                   | Rok  | Umístění v hitparádách | Umístění v hitparádách | Umístění v hitparádách | Umístění v hitparádách | Umístění v hitparádách | Umístění v hitparádách | Umístění v hitparádách | Umístění v hitparádách | Umístění v hitparádách | Umístění v hitparádách | Certifikace                                                                                          | Album                                                    |
| Název                                                                                   | Rok  | UK                     | AUS                    | BEL (FL)               | CAN                    | GER                    | IRL                    | NLD                    | NZ                     | SWE                    | US                     | Certifikace                                                                                          | Album                                                    |
| --------------------------------------------------------------------------------------- | ---- | ---------------------- | ---------------------- | ---------------------- | ---------------------- | ---------------------- | ---------------------- | ---------------------- | ---------------------- | ---------------------- | ---------------------- | --- | -------------------------------------------------------- |
| "No Lie" (Sean Paul feat. Dua Lipa)                                                     | 2016 | 10                     | —                      | 44                     | —                      | 10                     | 31                     | 14                     | —                      | —                      | —                      | - BPI: 2× Platinum - BVMI: 3× Gold - MC: Platinum - NVPI: Platinum                                   | Mad Love the Prequel a Dua Lipa: Complete Edition        |
| "If Only" (Andrea Bocelli feat. Dua Lipa)                                               | 2018 | —                      | —                      | —                      | —                      | —                      | —                      | —                      | —                      | —                      | —                      | | Sì                                                       |
| "Sugar" (Remix) (Brockhampton feat. Dua Lipa)                                           | 2020 | —                      | 19                     | —                      | 21                     | —                      | —                      | —                      | 12                     | —                      | 95                     | - BPI: Silver - ARIA: Platinum - RIAA: 2× Platinum - RMNZ: Platinum                                  | Singl bez alb                                            |
| "Prisoner" (Miley Cyrus feat. Dua Lipa)                                                 | 2020 | 8                      | 13                     | 27                     | 17                     | 20                     | 5                      | 20                     | 24                     | 23                     | 54                     | - BPI: Platinum - ARIA: 2× Platinum - BEA: Gold - BVMI: Gold - GLF: Gold - MC: Gold - RIAA: Platinum | Plastic Hearts a Future Nostalgia: The Moonlight Edition |
| "Demeanor" (Pop Smoke feat. Dua Lipa)                                                   | 2021 | 14                     | 43                     | —                      | 26                     | —                      | 20                     | —                      | —                      | 41                     | 86                     | | Faith                                                    |
| "—" značí, že se nahrávka neumístila v hitparádách nebo v tomto území ani nebyla vydána |      |                        |                        |                        |                        |                        |                        |                        |                        |                        |                        | |                                                          |

### Promo singly
| Název                                                                                   | Rok  | Umístění v hitparádách | Umístění v hitparádách | Umístění v hitparádách | Umístění v hitparádách | Umístění v hitparádách | Umístění v hitparádách | Umístění v hitparádách | Umístění v hitparádách | Umístění v hitparádách | Umístění v hitparádách | Certifikace                          | Album                      |
| Název                                                                                   | Rok  | UK                     | AUS                    | BEL (FL)               | CAN                    | GER                    | IRL                    | NLD                    | NZ                     | SWE                    | US                     | Certifikace                          | Album                      |
| --------------------------------------------------------------------------------------- | ---- | ---------------------- | ---------------------- | ---------------------- | ---------------------- | ---------------------- | ---------------------- | ---------------------- | ---------------------- | ---------------------- | ---------------------- | ------------------------------------ | -------------------------- |
| "Room for 2"                                                                            | 2016 | —                      | —                      | —                      | —                      | —                      | —                      | —                      | —                      | —                      | —                      |                                      | Dua Lipa                   |
| "Thinking 'Bout You"                                                                    | 2017 | —                      | —                      | —                      | —                      | —                      | —                      | —                      | —                      | —                      | —                      | - MC: Gold                           | Dua Lipa                   |
| "My Love" (Wale feat. Major Lazer, Wizkid a Dua Lipa)                                   | 2017 | —                      | —                      | —                      | —                      | —                      | —                      | —                      | —                      | —                      | —                      |                                      | Shine                      |
| "Homesick"                                                                              | 2017 | —                      | —                      | 12                     | —                      | —                      | —                      | 14                     | —                      | —                      | —                      | - BPI: Silver - BEA: Gold - MC: Gold | Dua Lipa                   |
| "Want To"                                                                               | 2018 | —                      | 83                     | —                      | —                      | —                      | 52                     | —                      | —                      | —                      | —                      |                                      | Dua Lipa: Complete Edition |
| "Kiss and Make Up" (s Blackpink)                                                        | 2018 | 36                     | 33                     | —                      | 44                     | 48                     | 15                     | 48                     | 32                     | 32                     | 93                     | - BPI: Silver - ARIA: Platinum       | Dua Lipa: Complete Edition |
| "High, Wild & Free"                                                                     | 2018 | —                      | —                      | —                      | —                      | —                      | —                      | —                      | —                      | —                      | —                      |                                      | Promo singl bez alb        |
| "Future Nostalgia"                                                                      | 2019 | —                      | 99                     | —                      | —                      | —                      | 83                     | —                      | —                      | —                      | —                      | - BPI: Silver - MC: Gold             | Future Nostalgia           |
| "Can They Hear Us"                                                                      | 2021 | —                      | —                      | —                      | —                      | —                      | —                      | —                      | —                      | —                      | —                      |                                      | Gully                      |
| "Future Nostalgia Medley" (Živě v BRIT Awards 2021)                                     | 2021 | —                      | —                      | —                      | —                      | —                      | —                      | —                      | —                      | —                      | —                      |                                      | Promo singly bez alb       |
| "Think I'm in Love with You" (Živě v 59th ACM Awards) (s Chris Stapleton)               | 2024 | —                      | —                      | —                      | —                      | —                      | —                      | —                      | —                      | —                      | —                      |                                      | Promo singly bez alb       |
| "—" značí, že se nahrávka neumístila v hitparádách nebo v tomto území ani nebyla vydána |      |                        |                        |                        |                        |                        |                        |                        |                        |                        |                        |                                      |                            |

### Charitativní singly
| Název                                                                                   | Rok  | Umístění v hitparádách | Umístění v hitparádách | Umístění v hitparádách | Umístění v hitparádách | Umístění v hitparádách | Umístění v hitparádách | Umístění v hitparádách | Umístění v hitparádách | Umístění v hitparádách | Umístění v hitparádách | Certifikace   |
| Název                                                                                   | Rok  | UK                     | AUS                    | AUT                    | BEL (FL) Tip           | CAN DL                 | IRL                    | NZ Hot                 | SCO                    | SWI                    | US DL                  | Certifikace   |
| --------------------------------------------------------------------------------------- | ---- | ---------------------- | ---------------------- | ---------------------- | ---------------------- | ---------------------- | ---------------------- | ---------------------- | ---------------------- | ---------------------- | ---------------------- | ------------- |
| "Bridge over Troubled Water" (jako Artists for Grenfell)                                | 2017 | 1                      | 53                     | 32                     | 26                     | —                      | 25                     | —                      | 1                      | 28                     | —                      | - BPI: Gold   |
| "Times Like These" (jako Live Lounge Allstars)                                          | 2020 | 1                      | —                      | —                      | 39                     | 8                      | 64                     | 5                      | 1                      | —                      | 18                     | - BPI: Silver |
| "—" značí, že se nahrávka neumístila v hitparádách nebo v tomto území ani nebyla vydána |      |                        |                        |                        |                        |                        |                        |                        |                        |                        |                        |               |

## Další umístěné a certifikované písně
| Název                                                                                   | Rok  | Umístění v hitparádách | Umístění v hitparádách | Umístění v hitparádách | Umístění v hitparádách | Umístění v hitparádách | Umístění v hitparádách | Umístění v hitparádách | Umístění v hitparádách | Umístění v hitparádách | Umístění v hitparádách | Certifikace              | Album                                   |
| Název                                                                                   | Rok  | UK                     | CAN                    | FRA                    | IRL                    | LTU                    | NZ Hot                 | POR                    | SVK                    | US Bub.                | US Dance               | Certifikace              | Album                                   |
| --------------------------------------------------------------------------------------- | ---- | ---------------------- | ---------------------- | ---------------------- | ---------------------- | ---------------------- | ---------------------- | ---------------------- | ---------------------- | ---------------------- | ---------------------- | ------------------------ | --------------------------------------- |
| "High" (s Whethan)                                                                      | 2018 | —                      | —                      | —                      | —                      | —                      | —                      | —                      | —                      | —                      | 12                     |                          | Fifty Shades Freed                      |
| "Cool"                                                                                  | 2020 | —                      | —                      | —                      | —                      | 58                     | —                      | 103                    | 80                     | —                      | —                      | - MC: Gold               | Future Nostalgia                        |
| "Pretty Please"                                                                         | 2020 | —                      | —                      | —                      | —                      | 48                     | —                      | 101                    | 79                     | —                      | —                      | - BPI: Silver - MC: Gold | Future Nostalgia                        |
| "Good in Bed"                                                                           | 2020 | —                      | —                      | —                      | —                      | 50                     | —                      | 129                    | 91                     | —                      | —                      |                          | Future Nostalgia                        |
| "Boys Will Be Boys"                                                                     | 2020 | —                      | —                      | —                      | —                      | 78                     | —                      | 148                    | —                      | —                      | —                      |                          | Future Nostalgia                        |
| "Love Is Religion (The Blessed Madonna remix)"                                          | 2020 | —                      | —                      | —                      | —                      | —                      | —                      | —                      | —                      | —                      | —                      |                          | Club Future Nostalgia                   |
| "If It Ain't Me"                                                                        | 2021 | —                      | —                      | —                      | —                      | —                      | 34                     | —                      | —                      | —                      | —                      |                          | Future Nostalgia: The Moonlight Edition |
| "That Kind of Woman"                                                                    | 2021 | —                      | —                      | —                      | —                      | —                      | —                      | —                      | —                      | —                      | 21                     |                          | Future Nostalgia: The Moonlight Edition |
| "End of an Era"                                                                         | 2024 | —                      | —                      | 121                    | —                      | —                      | 10                     | 125                    | —                      | —                      | —                      |                          | Radical Optimism                        |
| "Whatcha Doing"                                                                         | 2024 | —                      | —                      | 150                    | —                      | —                      | 12                     | —                      | —                      | —                      | —                      |                          | Radical Optimism                        |
| "Falling Forever"                                                                       | 2024 | —                      | —                      | 177                    | —                      | —                      | 14                     | 177                    | —                      | —                      | 12                     |                          | Radical Optimism                        |
| "—" značí, že se nahrávka neumístila v hitparádách nebo v tomto území ani nebyla vydána |      |                        |                        |                        |                        |                        |                        |                        |                        |                        |                        |                          |                                         |

## Videoklipy
| Název                                                                    | Rok  | Režisér                     |
| ------------------------------------------------------------------------ | ---- | --------------------------- |
| "New Love"                                                               | 2015 | Nicole Nodland              |
| "Be the One"                                                             | 2015 | Nicole Nodland              |
| "Last Dance"                                                             | 2016 | Jon Brewer Ian Blair        |
| "Hotter than Hell"                                                       | 2016 | Emil Nava                   |
| "Blow Your Mind (Mwah)"                                                  | 2016 | Kinga Burza                 |
| "Room for 2"                                                             | 2016 | Vicky Lawton                |
| "Be the One"                                                             | 2016 | Daniel Kaufman              |
| "No Lie" (Sean Paul feat. Dua Lipa)                                      | 2017 | Tim Nackashi                |
| "Scared to Be Lonely" (s Martin Garrix)                                  | 2017 | Blake Claridge              |
| "Thinking 'Bout You"                                                     | 2017 | Jake Jelicich               |
| "Lost in Your Light" (s Miguel)                                          | 2017 | Henry Schofield             |
| "New Rules"                                                              | 2017 | Henry Schofield             |
| "My Love" (Wale feat. Major Lazer, Wizkid a Dua Lipa)                    | 2017 | ACRS                        |
| "IDGAF"                                                                  | 2018 | Henry Schofield             |
| "One Kiss" (s Calvin Harris)                                             | 2018 | Emil Nava                   |
| "Electricity" (se Silk City feat. Diplo a Mark Ronson)                   | 2018 | Bradley & Pablo             |
| "Want To"                                                                | 2018 | —                           |
| "If Only" (Andrea Bocelli feat. Dua Lipa)                                | 2018 | Gaetano Morbioli            |
| "Swan Song"                                                              | 2019 | Floria Sigismondi           |
| "Don't Start Now"                                                        | 2019 | Nabil Elderkin              |
| "Physical"                                                               | 2020 | Canada                      |
| "Break My Heart"                                                         | 2020 | Henry Scholfield            |
| "Hallucinate"                                                            | 2020 | Lisha Tan                   |
| "Un Día (One Day)" (s J Balvin, Bad Bunny a Tainy)                       | 2020 | Stillz                      |
| "Levitating (The Blessed Madonna remix)" (feat. Madonna a Missy Elliott) | 2020 | Will Hooper                 |
| "Levitating" (feat. DaBaby)                                              | 2020 | Warren Fu                   |
| "Fever" (s Angèle)                                                       | 2020 | We are from L.A.            |
| "Prisoner" (Miley Cyrus feat. Dua Lipa)                                  | 2020 | Alana O'Herlihy Miley Cyrus |
| "We're Good"                                                             | 2021 | Vania Heymann Gal Muggia    |
| "Love Again"                                                             | 2021 | Canada                      |
| "Demeanor" (Pop Smoke feat. Dua Lipa)                                    | 2021 | Nabil Elderkin              |
| "Cold Heart (Pnau Remix)" (s Elton John)                                 | 2021 | Raman Djafari               |
| "Sweetest Pie" (s Megan Thee Stallion)                                   | 2022 | Dave Meyers                 |
| "Potion" (s Calvin Harris a Young Thug)                                  | 2022 | Emil Nava                   |
| "Dance The Night"                                                        | 2023 | Greta Gerwig                |
| "Houdini"                                                                | 2023 | Manu Cossu                  |
| "Training Season"                                                        | 2024 | Vincent Haycock             |
| "Illusion"                                                               | 2024 | Tanu Muino                  |